# Viaduc Jules-Verne
Le viaduc Jules-Verne est un pont routier franchissant la Somme, les Hortillonnages et la ligne Paris - Lille, à l'Est d'Amiens, sur le territoire des communes de Camon et de Glisy, afin de permettre le contournement est de l'agglomération amienoise (route nationale 25).
Il porte le nom de l’écrivain français Jules Verne.

## Présentation
Conçu par l'architecte Charles Lavigne en béton précontraint et long de 943 m, il a été construit en 2 phases : mis en service en 1987, il fut doublé en 2002 et est maintenant à 2 × 2 voies.
Dans sa première phase, le viaduc a été construit par l'entreprise Campenon-Bernard. Le viaduc a été doublé par le second viaduc par l'entreprise demathieu & bard.

## Caractéristiques
Les tabliers de ces ouvrages étant droits en élévation et en plan, ils ont été réalisés par la méthode de construction par poussage pour la première fois en France. Cette méthode consiste à réaliser le tablier par tronçons bétonnés à l'arrière d'une culée sur une aire de préfabrication et déplacés par poussage au-dessus de la brèche à franchir quand le béton a suffisamment durci pour le mettre en précontrainte, avant de réaliser le tronçon suivant.

## Rocade amiénoise
Ce viaduc fut un élément structurant de la Rocade d'Amiens, d'abord de la rocade nord puis de la totalité de la rocade rocade fut complétée au sud et à l'ouest en 1998, constituée d'un tronçon payant de l'autoroute française A16 à l'ouest, d'un tronçon gratuit de autoroute française A29 au sud (la rocade sud), d'un tronçon de la route nationale 25 à l'est et au nord, et d'un petit tronçon de la route nationale 1 au nord-ouest d'Amiens.